# 선덕여자고등학교
선덕여자고등학교(善德女子高等學校)는 대한민국 경상북도 경주시 인왕동에 있는 사립 고등학교이다.

## 학교 연혁
- 1949년 4월 26일 : 만송교육재단 설립인가(문보 313호)
- 1949년 4월 26일 : 계림 중학교 설립인가
- 1952년 1월 1일 : 초대 재단이사장 최찬해 선생 취임
- 1952년 3월 1일 : 초대 교장 최영조 취임
- 1968년 11월 20일 : 학칙변경 (계림 중학교를 선덕여자중학교로 교명 변경)
- 1974년 1월 5일 : 선덕여자상업고등학교 설립 인가
- 1974년 3월 6일 : 선덕여자상업고등학교 개교
- 1974년 3월 6일 : 초대 교장 최영조 취임
- 1977년 1월 10일 : 선덕여상 제1회 졸업식 (217명)
- 1977년 5월 10일 : 설립자 만송 선생 사적비 제막
- 1978년 9월 1일 : 선덕여중, 선덕여상으로 분리 운영
- 1987년 3월 1일 : 교명 변경 (선덕여자종합고등학교)
- 1993년 12월 10일 : 학칙 변경 (상과 18학급, 정보처리과 12학급)
- 1994년 3월 1일 : 교명 변경 (선덕여자상업고등학교)
- 2001년 3월 1일 : 교명 변경 (선덕여자고등학교)
- 2002년 11월 1일 : 본관 4층 증축 준공
- 2004년 4월 23일 : 제7대 최경도 재단이사장 취임
- 2011년 9월 2일 : 교과교실 준공식
- 2012년 11월 2일 : 우정학사(기숙사, 부영그룹 기증) 기공식
- 2012년 12월 21일 : 다목적 강당 (급식소 및 체육관) 착공
- 2014년 3월 3일 : 선진형 교과교실 운영
- 2023년 2월 10일 : 제47회 졸업식(졸업생 153명, 누계 14,354명 배출)
- 2024년 3월 1일 : 박영목 교장 취임
- 2024년 3월 4일 : 2024학년도 신입생 입학식(입학생 184명)

## 참고 자료
- 선덕여자고등학교 - 한국교육학술정보원 학교알리미